# Liu Xiang (natation)
Dans ce nom chinois, le nom de famille, Liu, précède le nom personnel.
Pour les articles homonymes, voir Liu Xiang.
Liu Xiang (en chinois : 张雨霏), née le 1er septembre 1996, est une nageuse chinoise. 

## Biographie
Lors des championnats du monde en grand bassin 2015, elle obtient la médaille de bronze lors du 50 m dos, remporté par sa compatriote Fu Yuanhui.
Elle se classe 18e des séries du 50 m nage libre aux Jeux olympiques d'été de 2016.

## Palmarès

### Championnats du monde

#### Grand bassin
- Championnats du monde 2015 à Kazan (Russie) :
  -  Médaille de bronze du 50 m dos.

### Jeux asiatiques

#### Grand bassin
- Jeux asiatiques de 2018 à Jakarta (Indonésie)
  -  Médaille d'or du 50 m dos. Nouveau record du monde.